# Chevau-léger
Pour les articles homonymes, voir Léger et Réunion des chevau-légers.

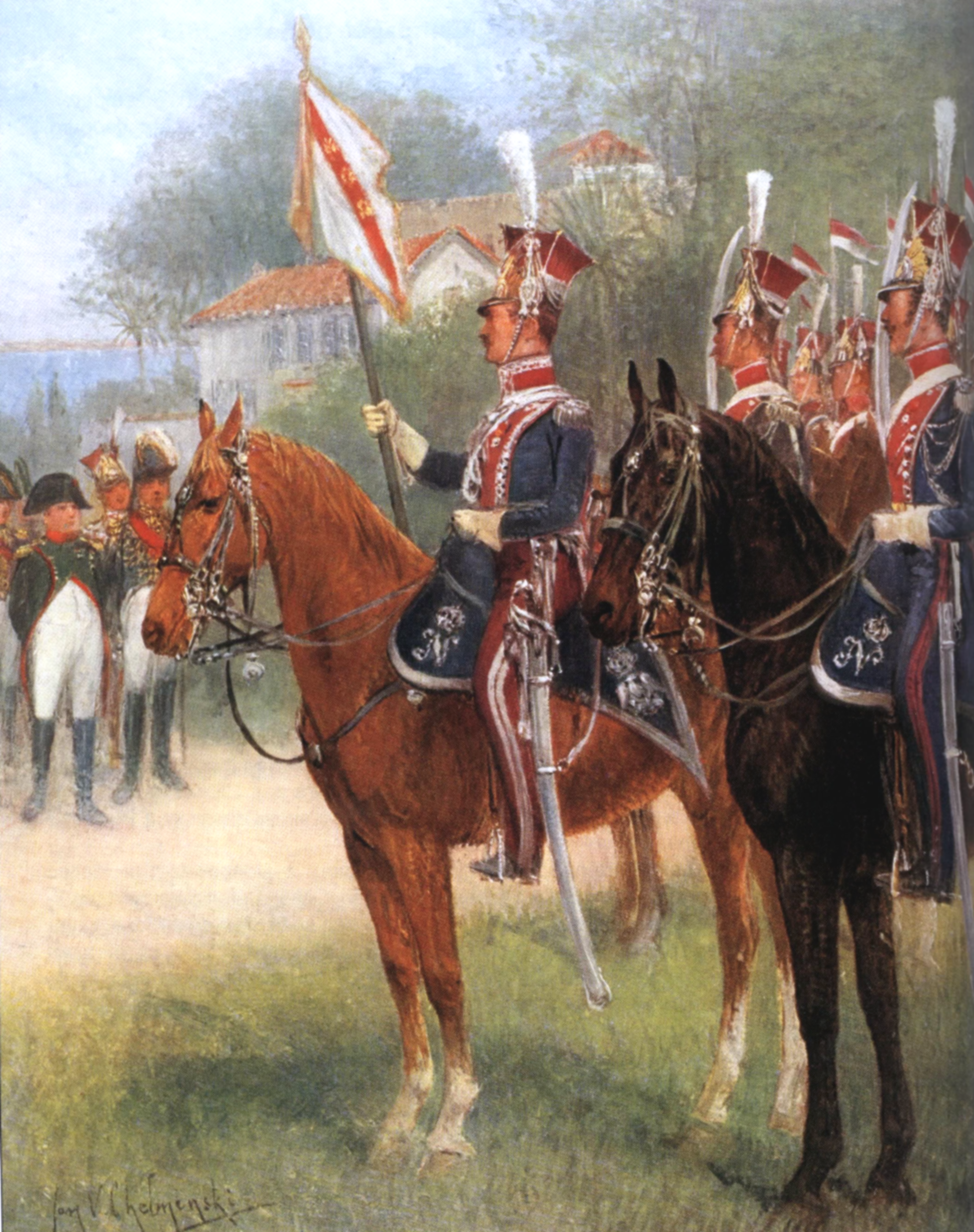
Peinture de Jan Chełmiński représentant les chevau-légers polonais de la Garde impériale.

Les chevau-légers, ou chevau-légers lanciers, sont des soldats appartenant, comme leur nom l’indique, à la cavalerie légère et armés de lances.
La graphie chevau-léger (sans x au singulier comme au pluriel) est plus courante à l’époque où ce corps existe encore, et c’est l’orthographe recommandée par l’Académie française et le Petit Robert ; cependant, d'autres dictionnaires, comme le Petit Larousse, le Littré ou Bescherelle, considèrent cet usage comme un barbarisme et recommandent chevaux-léger (avec le x au singulier comme au pluriel).

## En France

### Ancien Régime
Créés en 1498, les chevau-légers sont plus légèrement équipés et armés que les autres corps de cavalerie. C’est uniquement par cet équipement et cet armement léger que les chevau-légers se différencient des autres cavaliers, car ils remplissent les mêmes fonctions : éclaireurs, garde de flanc, engagements limités. 
Les chevau-légers forment une compagnie au sein de la Maison du roi à partir de 1593, sous le règne d'Henri IV, qui faisait un grand usage de la charge en chevau-légers. La compagnie chevau-légers de la garde royale fut intégrée à la maison militaire du roi et se substitua aux deux compagnies des gentilshommes à bec de corbin, qui assuraient la garde à cheval du souverain sous le comte Jean Baptiste Gibert de Lhène (ou d'Haleine), capitaine de la compagnie. La compagnie fut conservée par ses successeurs. Elle atteint son effectif maximal sous Louis XIV qui le porta à 200 hommes.
Les chevau-légers occupaient le troisième rang au sein de la Maison militaire du roi de France, après les gardes du corps et les gendarmes de la garde. Son entrée était réservée à des nobles qui, par la suite, pouvaient occuper des grades d'officiers dans les régiments ordinaires de l'armée. Ils portaient un uniforme rouge.
Dans un premier temps, cinq années de service dans cette unité anoblissent. Par la suite, elle est réservée aux fils de famille. Cette compagnie est dissoute en 1787 pour des raisons de coût.
De 1779 à 1788 il existe six régiments de chevau-légers de ligne :
- 1er régiment de chevau-légers - puis Orléanais cavalerie
- 2e régiment de chevau-légers - puis Évêchés cavalerie
- 3e régiment de chevau-légers - puis Franche-Comté cavalerie
- 4e régiment de chevau-légers - puis Septimanie cavalerie
- 5e régiment de chevau-légers - puis Quercy cavalerie
- 6e régiment de chevau-légers - puis LaMarche cavalerie

### XIXesiècle
Les chevau-légers sont rétablis par l’Empire français, et dans ses États satellites : royaume de Westphalie et grand-duché de Berg (ce sont en fait dans ces deux principautés allemandes des uhlans).

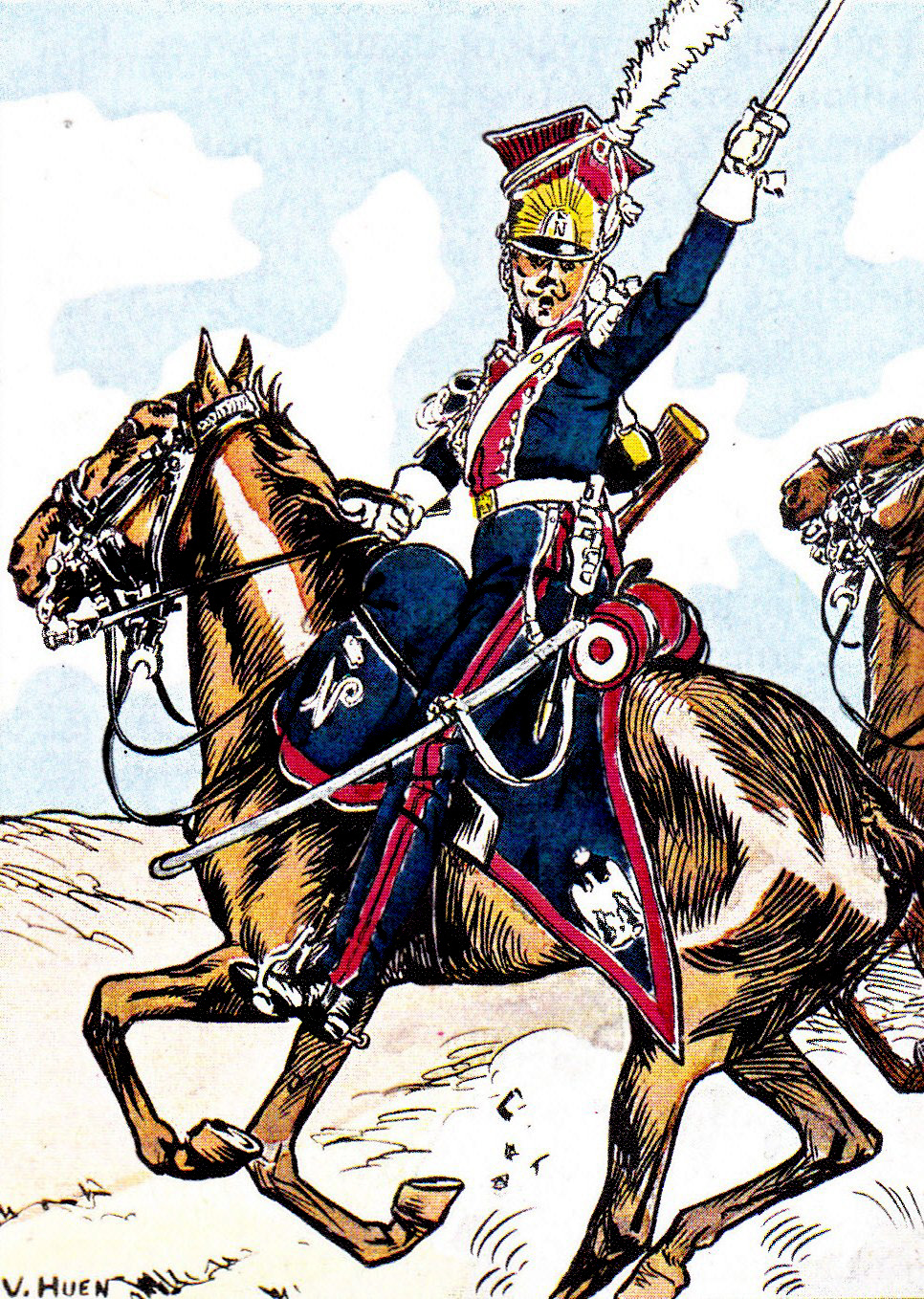
Chevau-léger polonais de la Garde impériale (peinture de Victor Huen).

En 1807, lors de l’entrée de Napoléon en Pologne, celui-ci décide la formation du régiment des chevau-légers polonais recruté parmi la noblesse. Ils ne reçoivent la lance qu’en 1809, après Wagram. Fin 1808, le régiment de chevau-légers de Berg est rattaché à la Garde impériale. En 1809, les chevau-légers sont dissous et incorporés aux chasseurs à cheval de la Garde. Un autre régiment, celui des chasseurs à cheval de Berg, reçoit la lance en 1809 et est ensuite rattaché à la Garde. En 1810, le 2e chevau-légers lanciers de la Garde, dit « lanciers rouges », est formé à partir du régiment de hussards de la Garde hollandaise ; en effet, Napoléon s'est inspiré des Cosaques et a introduit l'usage de la lance (2,75 m) dans la Grande Armée. En 1812, à la veille de l’entrée en Russie, la cavalerie de la Garde augmente ses effectifs. Les grenadiers à cheval, les chasseurs à cheval, les dragons et les chevau-légers polonais passent à 5 escadrons. Un 3e chevau-légers lanciers de la Garde est créé, mais il est anéanti avant la fin de la campagne.
La garde royale de 1814 conserve une unité de chevau-légers, qui est dissoute en 1815 après l'exil de Gand. Les 3e et 4e régiments de chevau-légers lanciers font partie de l'armée napoléonienne pendant les Cent-Jours.

## En Belgique

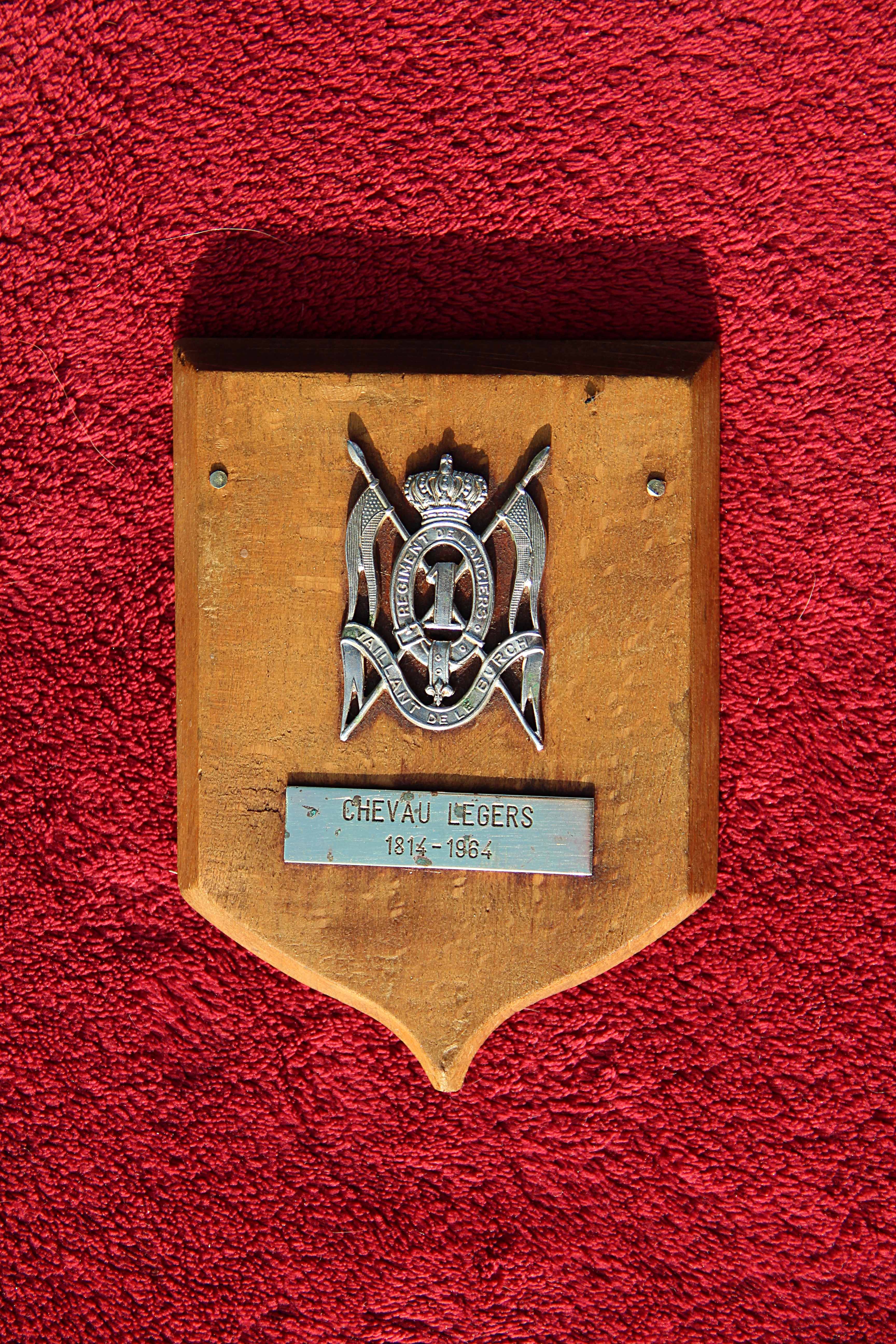
blason miniature de l'unité.

Le 13 février 1814 voit la création du régiment de chevau-légers van der Burch. Le 1er juin 1815, ce régiment prend le nom de Dragons légers numéro 5 avant d'être intégré à l’armée des Pays-Bas. Le 24 octobre 1830, lorsque la Belgique devient indépendante, le régiment donne naissance au 1er lanciers. En août 1831 il fait partie de l’armée de l’Escaut et prend part à la campagne des « Dix jours ». Sa bravoure lui vaut d’être cité en exemple par le roi en personne. Il reçoit d’ailleurs de ses mains son étendard. Le danger passé, le 1er Lanciers tient garnison à Namur pendant 43 ans. Au cours de la Première Guerre mondiale, le 1er lanciers fait preuve également de bravoure, Namur, Termonde, Handzaeme sont des lieux où les héritiers du régiment des chevau-légers se couvrent de gloire. Après les hostilités, le régiment occupe les pays rhénans, la « Garde du Rhin » durant une dizaine d’années.

## En Allemagne

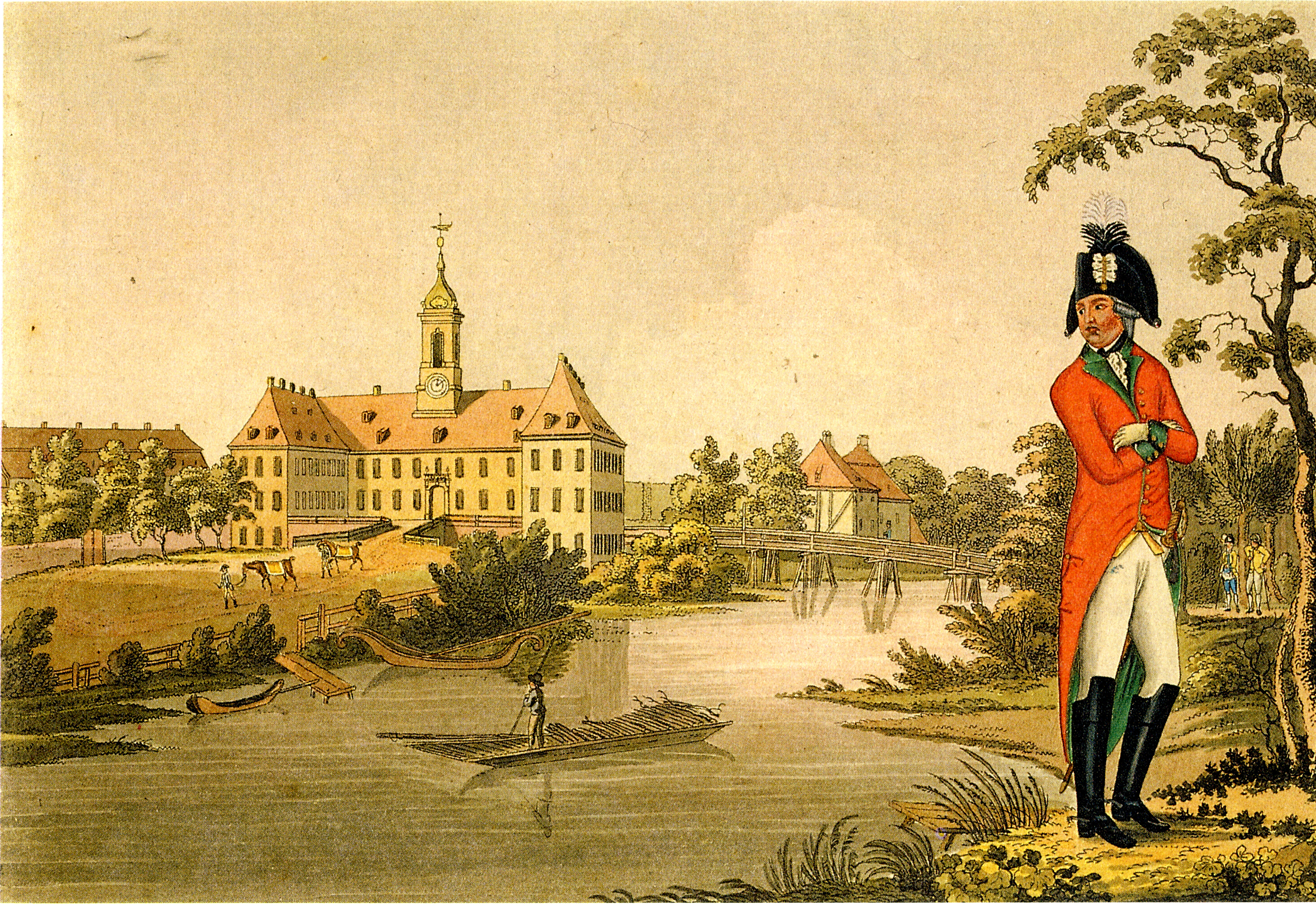
Officier des chevau-légers du duc de Courlande devant le château d'Elsterwerda en 1791.

Probablement à l’imitation de la France, des unités de chevau-légers sont créées en Saxe en 1735, et subsistent jusqu’à la fin du XVIIIe siècle. Elles sont toutes dissoutes ou reconverties en unités de uhlans par la suite. En 1811, la Bavière convertit toute sa cavalerie en chevau-légers. Après la campagne en Russie, les régiments s'étaient spécialisés, mais la plupart de la cavalerie bavaroise restait des chevau-légers. Ils étaient pendant la Première Guerre mondiale les soldats typiques bavarois parmi l'armée allemande[réf. souhaitée]. Il existe actuellement un groupe de cavaliers qui reconstitue les chevau-légers bavarois.
En Autriche, six compagnies de chevau-légers sont organisées en février 1758 au sein du régiment de dragons Löwenstein, avec les chevaux les plus légers de l'unité. Ces compagnies forment l'année suivante le régiment de chevau-légers Löwenstein. En 1760, l’Autriche convertit cinq autres régiments de dragons en chevau-légers, qui redeviennent des dragons en 1765. Entre 1765 et 1779, cinq régiments de dragons sont durablement convertis en chevau-légers. En 1798, tous les régiments autrichiens de chevau-légers et de dragons sont renommés régiment de dragons légers. Cette dernière appellation disparait en 1801 et les chevau-légers sont recréés, avec six (puis sept) régiments. Certains régiments se distinguent du reste de la cavalerie autrichienne par leur uniforme vert foncé,. Les chevau-légers disparaissent en 1851, transformés en régiments de dragons ou de ulans.

## En Italie
Des régiments de chevau-légers ont également existé en Italie, notamment au XVIe siècle lors du sac de Rome le 6 mai 1527. Dans la Regio Esercito (l’armée du royaume d’Italie) il y en avait jusqu'à dix-huit. Aujourd'hui, dans l’Esercito Italiano en survit seulement un, les Cavalleggeri Guide, fondé par Giuseppe Garibaldi comme cavalerie dans son armée de volontaires.

## En politique
Un groupe de députés ultraroyalistes élus à l’assemblée nationale de 1871, au nombre de 48 à 80 selon les auteurs, étaient surnommés les chevau-légers, car ils se réunissaient impasse des Chevau-légers à Versailles.